# Римско царство
Римско царство била је пострепубликанска држава старог Рима и генерално се подразумијева да означава период и територију којим су владали Римљани након претпоставке искључиве владавине Октавијана под Принципатом 31. године. п. н. е. Обухватало је територију у Европи, сјеверној Африци и западној Азији, а којом су владали цареви. Пад Западног римског царства 476. уобичајено означава крај класичне антике и почетак средњег вијека.
Рим је проширио своју власт на већи дио Средоземља и шире, али је озбиљно дестабилизован у грађанским ратовима и политичким сукобима који су кулминирали побједом Октавијана над Марком Антонијем и Клеопатром у бици код Акцијума 31. п. н. е. и каснијим освајањем Птоломејског краљевства у Египту. Римски сенат је 27. п. н. е. додијелио Октавијану свеобухватну власт (-imperium}-) и нову титулу августа, означавајући његово приступање као првог римског цара монархије са Римом као једином пријестоницом. Огромне римске територије биле су организоване у сенаторске и царске провинције.
Прва два вијека Царства доживјела су период невиђене стабилности и просперитета познат као -Pax Romana}- („Римски мир”). Рим је достигао своје највеће територијално пространство под Трајаном (98—117 н. е.); под Комодом (180—192) почео је период све веће невоље и опадања. У 3. вијеку, Царство је доживјело кризу која је угрозила његово постојање, пошто су се Галско и Палмирско царство отцијепила од римске државе, а низ кратковјечних царева водио је Царство. Поново је уједињено под Аурелијаном (в. 270—275). Диоклецијан је 286. успоставио два различита царска двора на грчком Истоку и латинском Западу; хришћани су дошли на власт у 4. вијеку након Миланског едикта. Царско сједиште премјештено је из Рима у Византион 330, преименован у Константинопољ по Константину Великом. Период Сеоба народа, који је укључивао велике инвазије Германа и Атилиних Хуна, довео је до пропадања Западног римског царства. Падом Равене у руке германских Херула и свргавањем Ромула Августа 476. од стране Одоакра, Западно римско царство је коначно пало. Источно римско царство је опстало још један миленијум са Константинопољем као једином пријестоницом, све до пада града 1453. године.
Због обима и издржљивости Царства, његове институције и култура имале су трајан утицај на развој језика, религије, умјетности, архитектуре, књижевности, филозофије, права и облика владавине на њеним територијама. Латински је еволуирао у романске језике, док је средњовјековни грчки постао језик Истока. Усвајање хришћанства од стране Царства довело је до образовања средњовјековног хришћанства. Римска и грчка умјетност имале су дубок утицај на италијанску ренесансу. Римска архитектонска традиција послужила је као основа за романичку, ренесансну и неокласичну архитектуру и утицала је на исламску архитектуру. Поновно откривање класичне науке и технологије (које су чиниле основу за исламску науку) у средњовјековној Европи довело је до научне ренесансе и научне револуције. Многи савремени правни системи, као што је Наполеонов кодекс, потичу из римског права, док су римске републичке институције утицале на италијанске градове-државе републике средњовековног периода, ране Сједињене Државе и савремене демократске републике.

## Историја

### Транзиција из републике у царство
Рим је почео да се шири убрзо након оснивања Римске републике у 6. веку пре нове ере, иако не изван италијанског полуострва све до 3. века пре нове ере. Дакле, била је „империја“ (велика сила) много пре него што је имала цара. Република није била национална држава у модерном смислу, већ мрежа самоуправних градова (са различитим степеном независности од Сената) и провинција којима су управљали војни команданти. Њиме су управљали годишњи магистрати (пре свега римски конзули) у сарадњи са Сенатом. Први век пре нове ере био је време политичких и војних преокрета, који су на крају довели до владавине царева. Војна моћ конзула почивала је у римском правном концепту империјума, што значи „командовање“ (мада типично у војном смислу). Повремено су успешни конзули добијали почасну титулу император (командант); ово је порекло речи цар, пошто је ова титула увек била давана првим царевима.
Рим је претрпео дуг низ унутрашњих сукоба, завера и грађанских ратова од касног другог века пре нове ере — кризе Римске републике — док је у великој мери проширио своју моћ изван Италије. 44. п. н. е., Јулије Цезар је накратко био вечити диктатор пре него што је убијен. Фракција његових убица је протерана из Рима и поражена у бици код Филипа 42. п. н. е. од Марка Антонија и Цезаровог усвојеног сина Октавијана. Антонијева и Октавијанова подела римског света није потрајала и Октавијанове снаге су поразиле снаге Марка Антонија и Клеопатре у бици код Акцијума 31. п. н. е. Сенат је 27. п. н. е. донео Октавијану принцепса („првог грађанина“) са проконзуларним империјумом, чиме је започео Принципат (прва епоха историје римске империје, обично датована од 27. п. н. е. до 284. године нове ере), и дао му титулу Август („ поштован"). Иако је република стајала у имену Римске државе, Август је имао сву значајну власт. Пошто је његова владавина започела период мира и просперитета без преседана, био је толико вољен да се сматрао монархом. Током година његове владавине настао је нови уставни поредак (делимично органски, а делом и намерно), тако да је после његове смрти овај нови уставни поредак функционисао као и раније када је Тиберије прихваћен за новог цара.

### Успон Октавијана Августа, првог цара
Рим је почео са анексијом провинција у III веку пре нове ере, четири века пре него што ће достићи своју највећу територију, и у том смислу, Рим је био царство док се још њиме владало као републиком.
Републиканским провинцијама управљали су конзули и претори, који су били изабрани на једну годину и имали су Империјум „право командовања“.
Гомилање богатства и војне моћи од стране неколико људи преко њихових провинцијских положаја био је важан фактор који је допринео трансформацији републике у аутократску империју. Касније, моћ императора изражена је као империјум (од ове речи порекло воде многе речи које означавају царство, као на пример, у Француском и Енглеском језику Empire).
Али ова реч добија на значају тек касније у римској историји.
Кад је пропала Римска република (509. п. н. е. — 31. п. н. е.), Октавијан Август, унук сестре Гаја Јулија Цезара учврстио је свој положај победом над јединим преосталим противником, Марком Антонијем, у бици код Акција 31. п. н. е.
Дотадашњи су догађаји радили у његову корист: Рим је због грађанског рата био у хаосу. Осим тога, Рим није био спреман прихватити власт деспота.
Октавијан је званично говорио да је спасио републику и пажљиво је своје нове моћи и повластице сместио у оквире старих републиканских институција и принципа владавине.
Октавијан је био лукав човек. Одбио је титуле које су Римљани повезивали са монархијом. Настављено је са избором конзула, народни трибуни наставили су да предлажу законе а сенатори су и даље дебатовали у курији. Август је био тај који је увео принцип у коме цар контролише све крајње одлуке, уз подршку војне силе. 
Прво је распустио војску и организовао изборе. Изабран је на највиши положај у држави, на положај конзула. Године 27. п. н. е. званично је вратио власт римском сенату, па се понудио да се одрекне своје војне премоћи и власти над Египтом. Не само да је Сенат одбио његову понуду, него му је препустио и Хиспанију, Галију и Сирију. Мало након тога, Сенат му је доделио назив Августа (лат. Augustus = преузвишени).
Ипак, Август је знао да му положај конзула неће донети апсолутну моћ. Године 23. п. н. е. одступио је с тог положаја како би стекао друга два. Као прво, иако је био патрицијског рода узео је овлашћења народног трибуна, што му је омогућило да сазива сенат кад год хоће и одређује предмете за расправу. Такође, тај положај му је обезбедио и неприкосновеност (лат. Sacrosantus) односно култну недодирљивост. Свакоме ко би се усудио да му се насилно супротстави претила је казна богова. Као друго, добио је највиша овлашћења тј. империјум (лат. Imperium) који је у време Републике припадао само конзулима и преторима. Империјум му је омогућавао да у свако доба командује римском војском која је искључиво њему дуговала верност.
Година 23. п. н. е. обично се рачуна као година кад је Август постао римски цар. Ипак, више је волио грађанске титуле попут титуле принцепса сената (лат. Princeps senatus) и „првог грађанина“. Као цар, Август је хладнокрвно и ефикасно уредио своје царство; његове су изузетне способности великим делом заслужне што се Римско царство одржало тако дуго. Увео је стандардизовани новац и порезе; изградио је бирократску структуру од припадника коњаничког сталежа и ослобођеника (бивших робова). Војницима је уредио начин плаћања и читав програм повлачења из службе после рока од двадесет година.
Био је вешт пропагандиста. Добио је подршку римских књижевника кад је постао покровитељ песника Хорација, историчара Тита Ливија и нарочито Вергилија. Да се свиди народу, користио је игре и посебне догађаје који су славили њега и његову породицу.
Као апсолутни владар царства, именовао је свог наследника. Тако је вратио обичај који је одбачен још приликом оснивања Римске републике као срамотан. У почетку је то требало да буде Марцел, син његове сестре, који се оженио Августовом кћери Јулију Старију. Међутим, Марцел је умро 23. п. н. е. Након Марцелове смрти Август је удао своју ћерку за Марка Агрипу, који му је главни помоћник, нарочито у војним питањима. Из тог је брака потекло петоро деце, три сина и двије кћери: Гај Цезар, Луције Цезар, Јулија Млађа, Агрипина Старија и Постум Агрипа (име „Постум“ значи да је дете рођено након очеве смрти). Август је усвојио своја два најстарија унука, Гаја и Луција, чиме је постало очигледно да их он сматра својим налседницима. Показао се широкогрудним и као очух, према Ливијиној деци из првог брака, Друзу Старијем и Тиберију Клаудију, након што су освојили велике делове средње Европе.
Агрипа је умро 12. п. н. е., а Ливијин син Тиберије се развео и оженио са Агрипином удовицом и то по Августовом налогу. Тиберије је учествовао у Августовој трибунској власти, али убрзо се повукао на Родос, вероватно зато што је осећао да Август даје предност Гају и Луцију. 
Када су и Гај и Луције умрли као младићи (4. односно 2. године после Христа, и како му је брат Друз умро још раније (9. п. н. е.), Тиберије је позван назад у Рим. Тада га је Октавијан Август коначно усвојио и тако одредио за наследника.
Октавијан Август је умро 19. августа 14. године нове ере. Убрзо га је сенат прогласио богом и уврстио у пантеон римских богова. Постум Агрипа и Тиберије су проглашени наследницима. 
Постум, који је тада живео повучено, одмах је убијен. Вероватно је Тиберије умешан у његову смрт.
Августова владавина портретисана је у литератури и уметности тога времена као „Златно доба“. Август је положио темеље система који се назива принципат и који је трајао готово три века (27. п. н. е. — 284. н. е.). Првих двеста година принципата традиционално се називају добом Pax Romana.
Током овог периода царство је држано на окупу помоћу учествовања у цивилном животу, економских веза и заједничких културолошких, правних и религијских норми. Побуне у провинцијама нису биле честе, али гушене су брзо и без милости када би се догодиле, као у Британији и Галији. Шездесет година јеврејско-римских ратова у другој половини првог века и првој половина другог века, биле су посебне по дужини и насиљу.

### Јулијевско-клаудијевска династија
Тиберије, 14. — 37. н. е.
Тиберије је био изузетно успешан генерал, освојио је Панонију, Далмацију и Рецију а привремено и делове Германије, тиме успостављајући темеље северне границе царства, али је остао упамћен као мрачан, повучен и суморан владар који заправо и није желео да постане цар. Плиније Старији Тиберија назива "tristissimus hominum" „најсуморнијим међу људима“.
Тиберије је, почетку своје владавине покушао да игра исту улогу као Август, приказујући себе као невољног јавног службеника, који није желео ништа више до да служи држави. Дуго се опирао да прихвати титулу принцепса али је на крају ипак прихватио моћи које му је сенат изгласао, међутим, упорно је одбијао да прихвати титуле оца нације, императора и августа.
Након смрти сина Друза Млађег, 23. године, Тиберије је постао још повученији да би се 26. повукао из Рима на острво Капри, препустивши администрацију царства бескрупулозном Луцију Елију Сејану и Квинту Суторију Макрону. 
Сејан је у Риму завео страховладу, али је напослетку погубљен због ковања завере против Тиберија.
Тиберија је наследио Гај, познатији као Калигула, једини преживели Германиков син, иако је, према Тиберијевом тестаменту Гај и Тиберије Гемел — императоров унук, требало да буду заједнички владари.
Према хришћанској традицији за време Тиберијеве владавине, у провинцији Јудеји, Исус је разапет по наређењу Понтија Пилата.
Калигула, 37. — 41.
Иако поједини историчари сумњају да је Калигула био умешан у Тиберијеву смрт, вероватно је да је стари цар умро природном смрћу. Преторијански префект Макрон, играо је кључну улогу у обезбеђивању Калигулиног престола. Калигула је прихватио моћи принципата које му је сенат поверио и 28. марта ушао у Рим где га је поздравила одушевљена маса. Пошто је био син омиљеног Германика, Калигула је описан као први цар коме су се дивили сви на целом свету. 
Упркос томе, Калигулина владавина остала је упамћена по сукобу са сенатом, мегаломанским грађевинским подухватима, његовој екстраваганцији и бројним скандалима. То је резултовало Калигулиним убиством почетком 41. године.
Клаудије, 41. — 54.
Клаудије је био први император кога је на престо довела подршка преторијанаца, а не сената. Стога се Клаудије на почетку своје владавине ослањао на преторијанце. За време Клаудија, Римско царство поново се проширило, по први пут после Августа. Провинције Тракија, Норик, Лукија и Јудеја припојене су царству али најважније је било освајање Британије 43. године. Сам Клаудије довео је значајна појачања римским снагама у Британији и отпочео припреме за офанзиву. Због његових напора, сенат га је почаствовао тријумфом.
Након неколико неуспешних бракова, Клаудије се по четврти пут оженио својом рођаком, Агрипином Млађом. Ускоро је усвојио и њеног сина Нерона, па су он и Клаудијев син, Британик, проглашени за заједничке наследнике. Међутим, већина античких историчара слаже се да је амбициозна Агрипина отровала Клаудија да би довела свог сина Нерона на власт. 
Нерон је деификовао Клаудија, али је неколико година касније наредио убиство његовог сина Британика.
Нерон, 54. — 68.
Нерон је дошао на власт са непуних седамнаест година. Првобитно се налазио под јаким утицајем своје мајке, Агрипине, која га је и довела на престо. Упркос томе, Нерон је ускоро дошао у сукоб са мајком, која није желела да се одрекне свог утицаја над њим, и често се мешала у његов приватни живот. 
Нерон се ускоро ослободио Агрипининог утицаја. Временом, Неронова моћ је порасла, ослободио се саветника и ривала за престо а сам Сенека био је оптужен за проневеру и везу са Агрипином, али је успео да се ослободи оптужби. 
58. године, Нерон је започео нову аферу са Попејом Сабином, женом свог пријатеља и будућег императора, Отона. Пошто његов развод од Октавије и брак са Попејом није био политички изводљив док је Агрипина жива, после неколико неуспелих покушаја, Нерон је 59. наредио њено убиство.
Упркос Нероновој контроверзној политици, Царство је у том периоду успешно ратовало против Парћана, захваљујући одличном команданту Луцију Домицију Корбулону. Парћани су се морали привремено одрећи Јерменије и препустити је Риму.
До побуне је дошло у Британији, и она је угушена након велике борбе.
Другу половину Неронове владавине обележила је царева све већа екстраваганција и честе завере и побуне. Након Виндексове неуспешне побуне, последња и по Нерона погубна побуна догодила се марта 68. Гај Јулије Виндекс, гувернер Лугдунске Галије, побунио се против Неронове пореске политике. Луције Вергиније Руф, гувернер Горње Германије, добио је наређење да угуши побуну. У покушају да придобије подршку ван своје провинције, Виндекс је позвао Сервија Сулпиција Галбу, гувернера Тараконске Хиспаније да се придружи побуни и прогласи себе за императора насупрот Нерону.
Напуштен од свих, Нерон је извршио самоубиство у вили близу Рима.
Са Нероновом смрћу, 9. јуна 68. окончала се и Јулијевско-клаудијевска династија. Након вести о његовој смрти, Сенат је постхумно прогласио Нерона за јавног непријатеља да би задовољио Галбу (сенат је претходно и Галбу прогласио јавним непријатељем) који је именован за новог императора.

### Година четири цара
Неронова смрт увела је царство у грађански рат. Галба, који је постао цар уз помоћ шпанских легија, постајао је све непопуларнији и Риму због одбијања да даје новачене дарове војсци и због дисциплине коју је наметао. Његова финансијска политика такође је изазвала незадовољство. Почетком 69. године, трупе у Германији побуниле су се и прогласиле Вителија за цара.
Галбу су у Риму убили преторијанци, који су потом прогласили за цара Отона, бившег гувернера Лузитаније и једног од Неронових фаворита.
Пошто је Нерон и даље био популаран међу римском масом, Отон је вратио многе од његових сарадника. 
Убрзо је међутим дошло до сукоба са Вителијом у северној Италији. Отонове снаге претрпеле су пораз у бици код Бедријака. Отон је извршио самоубиство, а победничке Вителије снаге ушле су у Рим.
Вителије је, попут Галбе, дуговао свој положај провинцијским трупама. У Риму се међутим, његова управа показала непопуларном. Вителије је давао положаје члановима своје породице. 
Већ јула 69. дошло је до нове побуне у провинцијама, овог пута, војска на истоку прогласила је свог команданта, Тита Флавија Веспазијана за цара. Ускоро су га подржали и Илирик и Далмација па су присталице почеле напуштати Вителија. 
Вителија су, на сам дан уласка Веспазијанових трупа у Рим, убиле његове присталице да би задобиле наклоност новог императора.

### Флавијевци
Веспазијан, 69. — 79.
Након хаоса грађанског рата, Веспазијан је поново стабилизовао државу и увео нови режим, основавши нову династију. Као вешт пропагандиста, Веспазијан је кроз амбициозне грађевинске подухвате давао легитимитет својој власти. Један од најпознатијих подухвата биће изградња Флавијевског амфитеатра, познатог као Колосеум. 
Веспазијан важи за једног од најуспешнијих римских императора, заједно са Августом и Трајаном.
Тит 79. — 81. 
Тит је био успешан војни заповедник који се посебно истакао у Првом римско-јеврејском рату и освајању Јерусалима 70. године. Његова кратка владавина обележена је ерупцијом Везува 79. године која је уништила неколико градова у Напуљском заливу, Херкуланеум и Помпеју. Тит је завршио изградњу Колосеума, коју је започео Веспазијан. Тит је умро од грознице, после само две године владавине. Поједини антички историчари наводе да је његов брат, Домицијан, убрзао његову смрт, али поузданост ових тврдњи није велика. Тит је деификован одмах после смрти.
Домицијан, 81. — 96.
Домицијан је провео младост и рану каријеру у сенци свог брата.
Оваква ситуације одржала се и током владавине његовог оца, Веспазијана, који је постао цар 69. након периода познатог као Година четири цара.
Док је Тит држао многе важне положаје за време очеве владавине, Домицијану су остављене почасне функције али он није имао праву моћ.
Домицијанову владавину обележио је рат са Дачанима и освајања римског генерала Агриколе у Британији. Домицијанова економска политика и беспоштедна борба против корупције и непотизма обезбедиле су да током његове владавине бирократски апарат делује ефикасно као никада раније. Међутим, Домицијан није био популаран. Себе је посматрао као новог Августа, божанског владара који води Римско царство у еру просперитета. Домицијан је сам био цензор и водио је рачуна у јавном моралу.
Цар је убијен 18. септембра 96. у дворској завери.
Домицијанова смрт обрадовала је сенат и одмах након што је Нерва проглашен за цара, изгласана је забрана сећања на убијеног цара. Његови новчићи и статуе су истопљени, његови лукови срушени а име избрисано из свих јавних списа.
Његовом смрћу окончана је владавина Флавијеваца.

### Пет добрих царева
Нерва, 96. — 98.
Сенат је за новог императора прогласио Нерву, дугогодишњег званичника на двору за време Нерона и императора из дома Флавијеваца. Нерва је постао император у шездесетпетој години, и био је први император у дотадашњој историји кога је изабрао Сенат. Као нови владар, Нерва је обећао да ће обновити грађанске слободе које су биле умањене за време Домицијанове аутократске владавине. Нервину владавину карактеришу финансијске потешкоће и његова неспособност да контролише војску. Побуна преторијанаца у октобру 97. године присилила је Нерву да усвоји наследника. Биће то почетак система адопције, у коме ће император одређивати наследника путем усвајања, систем који се показао као одлично решење у наредном периоду.
Нерва је усвојио Трајана, младог и веома популарног генерала, као наследника. 
После једва петнаест месеци проведених као император, Нерва умире природном смрћу, 27. јануара 98. године. Трајан га је одмах наследио и деификовао.
Трајан, 98. — 117.
Трајанова владавина означава највећи територијални обим империје а Трајан је сматран једним од најбољих императора. Већ и пре но што је постао император, Трајан је био познат као способан генерал са великим угледом у војсци. Као цар, највише је упамћен као војни командант и освајању Дакије и Месопотамије.
Трајанова победа и освајање Дакије умногоме је ојачало царске приходе, поред огромног плена, Рим је сада контролисао дачке руднике злата којима је управљао царски Прокуратор из редова витезова (procurator aurariarum).
У спомен римске победе у дачким ратовима подигнут је Трајанов стуб, на коме су забележени најважнији догађаји и ток рата и који пружа драгоцене податке о римском друштву на почетку II века нове ере.
Трајан се бавио пословима администрације а током овог времена отпочео је своју преписку са Плинијем Млађим. Једна од тема била је и однос према хришћанима у провинцији Понт, где је Плиније служио као гувернер. 
Трајан је подигао многе знамените грађевине и Риму, међу којима је најпознатији Трајанов форум. У овом периоду Трајан је формализовао систем знан као Alimenta, социјални програм чији је циљ био пружање помоћи сирочади и сиромашној деци у Италији. Систем је обезбеђивао новчана средства, храну и субвенционисано образовање. У почетку се програм финансирао из плена задобијеног у дачком рату а касније из пореза на имовину и добротворних давања.
Трајанова владавина означила је период највеће моћи царства, а Трајан је традиционално сматран једним од најбољих императора. По доласку новог императора сенат би га дочекивао фразом: "буди срећнији од Августа и бољи од Трајана" (лат. Sis felicior Augusto, melior Traiano). 
Трајан је добио и почасну титулу Optimus "најбољи".
Хадријан, 117. — 138.
Пошто је био Трајанов штићеник, Хадријан је био најближи томе да наследи престо иако га Трајан није званично усвојио што је учинио тек на самрти, и по неким изворима, на инсистирање супруге Плотине која је подржавала Хадријана. Пошто је документ потписала сама Плотина, могуће је да је Трајан тада већ био мртав.
Осигуравши подршку и сената и уклонивши Лусија Квијета, популарног генерала блиског Трајану, Хадријан је консолидовао свој положај. Одмах се посветио сузбијању јеврејске побуне а одмах потом лично је дошао на дунавску границу царства и постарао за тамошње послове. 
Хадријанова владавина највећим делом остала је мирна, за разлику од Трајанове експанзионистичке политике, Хадријан се одлучио за одбрану постојећих граница. 
Оваква политика подразумевала је подизање јаких утврђења на границама царства. Најпознатији такав подухват јесте изградња зида на северу данашње Енглеске, познатог као Хадријанов зид. На Дунаву и Рајни подигнут је низ утврђења и постаја. Хадријанова политика тежила је миру кроз демонстрацију римске моћи која је имала да учини утисак на потенцијалне непријатеље и одврати их од напада.
Хадријан је умро 10. јула 138. у својој вили у месту Баје, у 62. години. 
Историчари описују Хадријана као најсвестранијег римског цара, склоног космополитизму. Цар је често волео да демонстрира своје интелектуалне вештине а највише је ценио уметност чији је био велики покровитељ. Његова вила код Тибура (данас Тиволи, Италија) најфинији је пример александријског врта у римској архитектури.
Сам Хадријан писао је поезију на латинском и грчком језику а написао је и детаљну аутобиографију. Хадријан, страствени хеленофил, први је римски император после Нерона (који је такође био велики љубитељ грчке културе) који је носио браду што ће следити скоро сви императори након њега, али не због љубави према грчкој култури, већ због постојећег тренда. Као заштитник хеленистичке културе, Хадријан је био упознат са делима филозофа Епиктета, Хелиодорија и Фаворина. Иако није укинуо ропство, Хадријан је изменио правни систем да би ублажио тежак положај робова и забранио је мучење. Многи каснији историчари сматрају Хадријана мудрим и праведним владарем, Шилер га је назвао "Првим слугом царства" а британски историчар Едвард Гибон диви се његовим "огромном и непресушном генију" а 1776. рекао је да је Хадријаново доба део "Најсрећнијег доба у људској историји."
Антонин Пије и Марко Аурелије, 138. — 180.
Један од првих поступака Антонина као цара (владао од 138. до 161.) је да убеди сенат да деификује Хадријана, што је првобитно одбијено. Његова владавине најмирнија је у историји принципата. Нема ниједног доказа да је Антонин икада учествовао у војном походу, нити да је уопште видео, а још мање командовао римском војском. 
Ипак, у Британији, Антонин је водио агресивнију политику у односу на ону свог претходника, Хадријана, по царевим инструкцијама, нови гувернер Британије, Квинт Лолије Урбик, почео је инвазију са циљем освајања јужних делова Шкотске. Задобивши неколико значајних победа, подигао је Антонинов зид који је напуштен већ након двадесет година. 
Антонин је управљао царством ослањајући се на гувернере провинција али и путем директне комуникације царским писмима, од којих су неколицина јавно објављивана. За разлику од Хадријана, Антонин је само једном напустио Италију.
Како је царево здравље почело да слаби, Марко је постепено преузимао државне дужности. Антонин је умро 7. марта 161. у 74. години. Његова владавина најдужа је после Августове, само неколико месеци дужа од Тиберијеве. Антонинови наследници, Марко Аурелије и Луције Вер одмах су деификовали свог претходника.
Марко Аурелије и Луције Вер били су веома популарни. Међутим, Вер је умро од куге након повратка са похода, 169. године, па је тако Аурелије остао једини цар. Владавина Марка Аурелије обележена је скоро непрекидним ратовањем са Германским и Сарматским народима на Дунаву, а велики део своје владавине император је провео на граници. Током овог похода, Марко је написао једно од својих најпознатијих дела, "Самоме себи" (Meditationes) због којег је задобио велику славу о остао у историји познат као "Цар Филозоф". Аурелује је један од главних представнике касне стоичке школе.
Комод, 180. — 192.
Комод је био први император у пурпуру рођен, тј. рођен за време владавине свог оца. Исто тако, Комод је био први император који је наследио свог биолошког оца, још откако је Тит наследио Веспазијана 81. године. 
Још у младости, Комод је пратио свог оца, Марка Аурелија, током његовог рата на Дунаву, против Маркомана,Квада и Јазига.
Комод је 177. године и званично проглашен за августа па је тако био очев савладар.
Наком смрти Марка Аурелија током војне кампање на Дунаву, Комод је остао једини цар и одмах је закључио мир са Германима, и у Риму прославио тријумф. Међутим, млади император показао се незаинтересованим за државна питања, већ је живео на својим имањима, владајући путем својих миљеника. Ускоро је дошло до пораста корупције и немира у провинцијама, а император је показивао све већу суровост и каприциозност. Након низа завера, Комод се потпуно повукао из јавног живота, те је на свом имању изван рима вежбао рвање и гладијаторске борбе.
Комодова мегаломанија узимала је све већег маха. После једног пожара Комод се прогласио новим Ромулом и поново основао град, преименујући га у Colonia Lucia Annia Commodiana. Сви месеци у години преименовани су да би одговарали једном од Комодових дванаест имена: Lucius, Aelius, Aurelius, Commodus, Augustus, Herculeus, Romanus, Exsuperatorius, Amazonius, Invictus, Felix, Pius. Легије су добиле име Commodianae а чак је и сам сенат назван Комодов Срећни Сенат. Његова палата и сви римљани понели су име Commodianus а дан на који су ове реформе донете имао је да буде назван Dies Commodianus, Комодов дан.
Комод је убијен у дворској завери, 31. децембра 192. а сенат је увео забрану сећања и наредио да се сруше његове статуе и јавни натписи са његовим именом.

### Година пет царева
Комодовом смрћу почео је период нестабилности назван Година пет царева. Сенат је за цара изабрао Пертинакса, префекта града Рима, али његова владавина није дуго потрајала, тек 86 дана. Незадовољни преторијанци убили су Пертинакса, да би на аукцији понудили титулу цара ономе ко им понуди највише новца.
Дидије Јулијан, сенатор и бивши конзул понудио је највише, па су га преторијанци поздравили као императора и отворили капије палате. Под притиском војске, сенат је потврдио његов избор, али ни Јулијанова владавина није потрајала много дуже од оне његовог претходника. Његов избор за цара изазвао је протесте широм престонице а у провинцијама су избили немири и тројица претендената на престо оспорила су Јулијанов избор за цара. Песценије Нигер у Сирији, Клодије Албин и Септимије Север у Панонији. Сходно договору са Албином, Север је марширао према Италији. Како је ускоро добио подршку читаве Италије, Јулијанов пад био је неминован. Сенат је прогласио Севера за цара и издао налог за Јулијаново погубљење. Свргнутог цара убио је у палати војник.
Након што је распустио преторијанску гарду, Север се окренуо борби са претендентима. У биткама код Кизика и Никеје победио је снаге Песценија Нигера, а коначну победу у грађанском рату однео је над Клодијем Албином у бици код Лугдунума у Галији.
Поставши тако једини господар царства, Север је отпочео нову династију.

### Династија Севера
Септимије Север, 193. — 211.
Долазака Септимија Севера на власт, означио је опоравак царства након епохе пропадања под Комодом. Иако је Север завео војну диктатуру, уживао је популарност међу масама, пошто је повратио стабилност и увео одлучне мере против корупције у вишим класама. Ипак, Северови односи са сенатом увек су били затегнути, будући да је за време његове владавине погубљен велики број сенатора.
Последње година Северове владавине обележио је његов поход на Каледонију (део данашње Шкотске) у Британији. Пошто га је болест спречила да настави поход, Север је склопио мир, али је убрзо умро у Еборакуму (данашњи Јорк, Енглеска) оставивши синове Каракалу и Гету као заједничке владаре.
Каракала, 211. — 217.
Заједничка владавина Каракале и Гете показала се неодрживом. После само десет месеци савладарства, Каракалини војници убили су Гету на састанку који је њихова мајка, Јулија Домна, сазвала ради њиховог помирења. Каракала је прогласио damnatio memoriae (забрану сећања) против свог брата.
Каракалину владавину обележила је девалвација римског златника, раскошни грађевински подухвати и све већи порески намети којима се издржавала војска, на чију се подршку Каракала ослањао. 
Каракалин едикт из 212. године коме је свим слободним становницима Римског царства додељен статус римских грађана, најзначајнији је догађај у овом периоду.
Касније историја придала је велики значај каракалином едикту.
Након успешних похода против Алемана у Германији и Карпа и Јазига на Дунаву, Каракала је напустио Рим и отишао на исток, где је планирао поход против Парћана.
На путу из Ефеса, недалеко од места Харан у данашњој јужној Турској, Каракалу је убио један од официра из његове личне гарде. Преторијански префект, Макрин, вероватно је стајао иза убиства, а војска га је одмах прогласила за цара.
Елагабал и Александар Север, 218. — 235.
Макрин је узбрзо постао веома непопуларан међу војском због неспособности у рату са Парћанима. Преживели чланови династије Севера, Јулија Меза, Јулија Соемија и Јулија Мамеја сковале су заверу да за новог цара поставе четрнаестогодишњег сина Јулије Соемије, Елагабала. Макрин је поражен у бици код Антиохије чиме је сукоб решен у Елагабалову корист.
Међутим, млади и неуравнотежени цар, показао се потпуно неспособним, те се предао декаденцији и поштовању римљанима непознатог и одбојног култа бога Ел-Габала), те био под контролом своје мајке.
Незадовољни преторијанци убили су Елагабала и његову мајку, а за цара је проглашен његов рођак, син Јулије Мамеје, Александар Север.
Млади Александар показао се као способнији и уравнотежени владар, али и он се налазио под потпуном контролом своје мајке и баке, што је било изузетно непопуларно у војсци. 
Цар је био приморан да гуши побуне, а дошло је до рата са Парћанима у Месопотамији и њиховим наследницима, Сасанидима. Дошло је до инвазије Германа и Сармата на Дунаву и Рајни. 
Неискусни цар пожурио је на бојиште, али су га у Мајнцу, заједно са мајком, убили незадовољни војници који су прогласили Максимина Трачанина за цара.
Смрт Александра Севера означио је пропаст династије Севера и почетак педесетогодишњег периода познатог као Криза трећег века, у коме је Римско царство дошло на руб пропасти.

## Криза трећег века

### Узроци и последице
Криза трећег века, позната и као Војна анархија је период у римској историји током којег је дошло до драстичних промена у римској држави и друштву. Комбинација неколико фактора довела је царство на руб пропасти. Инвазије варварских племена, серија грађанских ратова, куга и економски колапс истовремено су погодили римски свет и цивилизацију.
Принципат, систем који је засновао Октавијан Август, током овог бурног времена, престаје да постоји. Због нејасних закона наслеђивања долази до кризе власти. Непрекидни грађански ратови и смене царева на престолу уносе нестабилност, чиме је царство значајно ослабљено.
Друго велико обележје овог доба јесте крах новчане привреде и депопулација некада великих градова, што је било посебно изражено у западном делу царства. Вредност римског новца постојано је опадала да би за време владавине императора Аурелијана (270—275) постала потпуно безвредна. Велика инфлација доводила је до подизања цена и поскупљења основних намирница што је пак узроковало померање становништва из градова на село. 
Велики трошкови плаћања војске и расипништво појединих императора делимично је било одговорно за овакво стање. Још је Нерон први значајно девалвирао вредност новца да би од његовог времена, већина царева постепено смањивала садржај племенитих метала у новцу чиме су са истом количином злата и сребра могли ковати више новца. Због овога, инфлација је значајно нарасла а римска држава нашла се у економским потешкоћама. 
Како су се средства смањивала, императори су прибегавали драстичном повећању пореза да би могли плаћати војску — која је била основни ослонац царева у овом добу — чиме се повећавао притисак на средњу класу и сиромашније слојеве становништва. Тешки порези доводили су популацију у тежак положај те су се све чешће слободни људи стављали под заштиту великих земљопоседника на чијим су имањима радили. Међутим, постепено су овиме губили слободу и бивали везани за земљу чиме су ударени темељи средњовековном феудализму.
Још један важан фактор слабљења царства јесте крах унутрашње трговине. У доба принципата, широм царства функционисала је разграната трговачка мрежа, провинције су међусобно трговале а трговачке руте биле су безбедне и трговци су релативно лако и брзо могли да обављају своје послове широм империје. 
Грађански ратови и унутрашњи сукоби учинили су путовања несигурним и опасним а пад вредности новца доводио је до све већих потешкоћа у размени добара. Овакве промене најављивале су доба мањих децентрализованих месних економија — уместо једне велике трговачке мреже из доба принципата — у средњовековној Европи.
Велики земљопоседници, будући да више нису могли сигурно извозити своја добра, производили су сада углавном за своје потребе. Уместо увоза хране из већих градских центара, храна је директно гајена на сеоским имањима и дистрибуирана месно. Тако су већи сеоски поседи постајали самодовољни. 
Због свега овога, месни великаши, будући да су били све независнији од централне власти, нису више поштовали ауторитет државе и чак су пружали све већи отпор при сакупљању пореза. 
Богатство се више није мерило урбаним статусом и положајима у цивилном градском животу, већ власништвом над великим пољопривредним површинама у руралним пределима. Шире масе становништва полако су изгубиле тешко стечене грађанске и политичке слободе и постајале зависне од великих земљопоседника и месног племства (колони). Средња трговачка класа скоро је ишчезла опадањем трговине и депопулацијом градова — иако је у источним деловима царства овакав процес био мање изражен него на западу.
Кризу трећег века можемо посматрати као почетак дугог процеса који је од света класичне антике водио у рани средњи век.

### Доба војничких царева
Током периода од педесет година (234. — 284.) на престолу се сменило више од двадесет царева, од којих је већина имала веома кратке владавине а многе су убили њихови војници. Овај период карактерише велика политичка нестабилност и анархија, као и све учесталији упади варварских народа преко Рајне и Дунава, па се тако често грађански ратови унутар самог царства поклапају са периодима најезде варварских племена.
Већ средином трећег века, као резултат велике нестабилности и честих грађанских ратова, долази до фрагментације царства. 260. одваја се Галско царство, а десет година касније и Палмирско царство. Цар Галијен ни после дуготрајног рата није успео да поново уједини империју, али то је учинио Аурелијан (владао 270. — 275.), али након његовог убиства грађански ратови наставили су се, до Диоклецијанове победе над ривалом Карином чиме је окончано доба кризе и почео период познат као Тетрархија.

## Доминат

### Диоклецијанове реформе
Долазак Диоклецијана на власт представља јасну прекретницу у римској историји. Криза трећег века променила је римски свет. Свестан тога, Диоклецијан отпочиње са низом реформи које имају за циљ регенерацију царства, војно, економски и политички. Како је нестало римског принципата, нови господар царства, Диоклецијан, успоставља Доминат. Царска власт више није врховна магистратура већ постаје аутократска и деспотска. Стари републикански оквир, који се упорно одржавао током принципата, бива потпуно уклоњен Диоклецијановим реформама. Непрекидне узурпације и грађански ратови током III века, нагнали су Диоклецијана да уздигне царску власт на виши ниво. Уздижући цареву личност изнад свих осталих, Диоклецијан пре свега жели да учврсти власт владара и спречи узурпације и политичку нестабилност која је мучила римску државу током већег дела трећег века. Тако цар постаје апсолутни господар својих поданика, његова власт потиче директно од богова (Константин ће додатно проширити Диоклецијанов концепт и у њега ће увести хришћанство и монотеистичког Бога) и више не зависи толико од световних фактора колико од оноземаљског. 
Уводи се компликовани дворски церемонијал, по узору на источњачке дворове (пре свега Сасанидску Персију). Између осталог, уводи се и проскинеза, као највидљивији показатељ промене карактера власти.
У политичком смислу, најважнија Диоклецијанова реформа је увођење система познатог као Тетрархија (реч потиче из Грчког и има приближно значење "Владавина четворице"). Царство се дели на два дела (подела је заправо административног карактера, обе половине и даље се сматрају деловима једне, целовите империје), источни и западни. 
Како се показало током кризе трећег века, читава територија царства постала је превише велика да би успешно била контролисана из једног центра и да би њоме могао да влада само један владар. Стога, Диоклецијан уводи владарски колегијум од четири владара. По један август и по један цезар. Временом, цезар би заменио августа а колегијум би био допуњен избором два нова цезара.
Административно, иако је Рим остао номинална престоница, ради боље одбране царства бирају се нове престонице. Никомедија, Диоклецијаново седиште као августа источне половине царства, Сирмијум, седиште Галерија као цезара на истоку, Медиоланум (Милано), Максимијаново седиште као августа запада и Августа Тревирорум (данашњи Трир у Немачкој), престоница Константина Хлора, цезара на западу.

### Тетрархија, 285. — 313.
Успон Диоклецијана на власт означио је и почетак нове епохе. Диоклецијан је изградио нови систем управљања царством који је назван Тетрархија (грчки "владавина четворице"). Састављен је колегијум од четири владара, два августа и два цезара. По један август, као старији цар, имао је да влада источном и западном половином империје, уз помоћ колеге, цезара. Предвиђено је да се августи повуку и да их замене њихови цезари, док би колегијум био попуњен избором нова два цезара.
У почетној фази тетрархије, Диоклецијан је владао источном половином царства, док је за августа на западу уздигао Максимијана. Да би се успешније решили многобројни проблеми широм простране територије царства, Диоклецијан је изабрао по једног цезара на западу и истоку. На истоку је изабран Галерије а на западу Констанције Хлор.
Диоклецијанову владавину обележили су сукоби са Сарматима на Дунаву и Балкану, побуне у Египту и рат са Персијом као и прогон хришћана.
Диоклецијан је абдицирао 305. године, поставши први римски цар који се добровољно одрекао престола. Уследили су сукоби Константина, Максимијана и Максенција на западу, Лицинија и Максимина на истоку. 
Константин и Лициније изашли су као победници из серије грађанских ратова. 324. Константин је победио Лицинија и постао једини цар читаве империје.

### Константин и његови наследници
Поставши једини цар, Константин је повратио политичку стабилност након дугачког периода грађанских ратова. Главно обележје овој епохи даје Константиново оснивање Цариграда 330. године на месту грчке вароши Византион. Овиме уједно почиње и Византијска епоха, чиме се тежиште Римског света помера са ослабљеног запада на исток.
У овом периоду такође долази до судбоносних догађаја и у религијском погледу. Рану Хришћанску цркву потресале су многе контроверзе, од којих су се најжешћа била спорења око праве Христове природе. Желећи да сачува јединство цркве и реши бројне теолошке спорове, Константин је 325. године сазвао сабор у Никеји који је касније бити признат као Први васељенски сабор Хришћанске цркве. Цар је лично председавао на седницама сабора на коме је учествовало око 300 епископа, углавном са истока.
На сабору је осуђено Аријево учење и његови следбеници и утврђен је Символ вере и многе друге важне одлуке за потоњи живот цркве и њену организацију.
Константин је умро 334. године, у тренутку када је планирао поход против Персије.
Царство је поново подељено између Константинових синова и њихових рођака. Браћа Константин II, Констанс Констанције II постали су заједнички цареви. Константину II су припале западне провинције, Галија, Британија, и Хиспанија, Констанс владао над Италијом, Нориком и Илириком, док је Констанције II имао да управља источним провинцијама Анадолијом, Сиријом, Палестином и Египтом. Далматије је као цезар на управу добио део Балканских провинција, Грчку и Тракију.
Ускоро је међутим дошло до нове серије грађанских ратова у којима су значајну улогу играле религијске разлике између царева. Константин II убијен је након краћег сукоба са братом Констансом, који је након тога преузео контролу над његовим провинцијама на западу. У међувремену, Констанције је био заузет на истоку, где је поново избио рат између Римљана и Персијанаца. Констанције је успешно одбио неколико већих персијских напада и на неком време осигурао римске границе на истоку.
На западу је међутим, дошло до новог преврата када се узурпатор Магненције прогласио за цара а његове присталице пронашле и убиле Констанса. Констанције је тако остао једини преживели син Константина Великог и савладао Магненција у крвавој бици код Мурсе, једној од највећих у римској историји.
Као једини цар, Констанције је успешно ратовао против Алемана али се суочио са побунама на западу. Један од преживелих рођака Константина Великог, Јулијан, проглашен је за цара од стране његових војника, али је Констанције умро пре него што је могао да се обрачуна са претендентом.
Јулијан је тако остао једини цар. Његова владавина остаће упамћена по покушају рестаурације паганства као религије римског царства и покушај сузбијања Хришћанства. Као следбеник неоплатонизма, Јулијан је покушао да обнови традиционалну политеистичку, грчко-римску религију али са мало успеха. Након кратке владавине од свега две године, Јулијан је погинуо током похода против Персије.

### Доба сеобе народа
Након кратке владавине цара Јовијана, империја је подељена између браће Валентинијана и Валенса. Валентинијан је преузео западне, а Валенс источне провинције. На западу је Валентинијан био приморан да води серију војних кампања против Алемана, док је на Дунаву дошло до упада племена Сармата и Квада. Истовремено долази и до велике сеобе Гота који под притиском Хуна напуштају своја пребивалишта и селе се на запад.
Готи у великим масама прелазе Дунав и насељавају се у Тракији, првобитно са пристанком царских власти, заузетих ратом са Персијанцима на истоку. Цар Валенс напослетку је одлучио да се обрачуна са нападачима, пребацивши војску са истока у Тракију.
Код Хадријанопоља (данашње Једрене) долази до велике битке између Гота и Римљана, 9. августа 378. године. Римљани су претрпели тежак пораз, а сам цар Валенс погинуо је на бојишту. Да би нагнало Готе на повлачење са Балкана, царство је било приморано да са њима склопи савез. Као федерати, Готи су се обавезали да као најамници царству пружају војну помоћ. Источни Готи насељени су у Панонији, а Западни северној Тракији.
Након смрти Валентинијана I 375. године, његов син Грацијан постао је цар на западу. Након битке код Хадријанопоља, Грацијан је у Сирмијуму прогласио искусног генерала пореклом из Хиспаније, Теодосија за источног цара. У религијском погледу, по први пут долази до слоге између западног и источног царства, будући да су и Грацијан и Теодосије били следбеници православља и Никејског хришћанства.
Теодосије је већ 381. године сазвао сабор у Цариграду, да би коначно решио спор са аријанцима. На овом сабору потврђен је Никејски Символ Вере. Само годину раније, 380., цар Теодосије је прогласио Хришћанство за државну веру Римског царства и отпочео прогон пагана и припадника разних јеретичких учења.
Док је на истоку дошло до стабилизације прилика, на западу долази до све већих превирања. Германски елемент постаје све снажнији, а западних цареви све више се ослањају на германске најамнике у војсци, што слаби њихов ауторитет. Долази до слабљења градова и градске привреде, а римска држава прибегава све већим пореским наметима да би финансирала најамнике, што доводи до опште несигурности. Све је већи и спољни притисак, будући да бројни Германски народи почињу сталне упаде у римске провинције, охрабрени слабошћу царевине.
Након новог сукоба са Готима на Балкану, Источно царство било је приморано да готском вођи Алариху препусти команду над царском војском на Балкану. Утицај Гота сломљен је међутим, у великим нередима у Цариграду око 400. године када су Готи потиснути из војске.
Последње године своје владавине, Теодосије проводи у сукобу са узурпатором Максимусом, који је након убиства цара Грацијана контролисао велики део западних провинција. Након дужег сукоба, Теодосије је савладао узурпатора и бици на Сави и постао једини цар. На самртном одру, 395. године, Теодосије трајно дели царство на два дела, између своја два сина, Аркадија, који добија исток, и Хонорија који постаје западни цар.

### Пропаст Западног царства, 410 — 476
Убрзо након Теодосијеве смрти, долази до велике кризе на западу, где малолетни цар Хонорије потпада под утицај моћног војсковође Флавија Стилохона. Већ 401. године долази до велике инвазије Аларихових Гота на Италију, а 406. племена Вандала, Алана и Свева у великим масама прелазе залеђену Рајну и насељавају се у западним провинцијама.
Након три опсаде и бројних преокрета, Аларих 410. пљачка Рим. Овај догађај има пре свега симболички значај и као такав представља значајну прекретницу у римској историји.

## Географија и демографија
Римско царство је било једно од највећих у историји, са суседним територијама широм Европе, северне Африке и Блиског истока. Латинска фраза imperium sine fine („империја без краја“) изражавала је идеологију да ни време ни простор не ограничавају Царство. У Вергилијевој Енејиди се каже да је Јупитер Римљанима доделио неограничено царство. Ова тврдња о универзалној доминацији обновљена је када је Царство дошло под хришћанску власт у 4. веку. Поред припајања великих региона, Римљани су директно променили своју географију, на пример, секли читаве шуме.
Римска експанзија је углавном остварена под Републиком, иако су делови северне Европе освојени у 1. веку, када је ојачана римска контрола у Европи, Африци и Азији. Под Августом, „глобална мапа познатог света“ је први пут јавно приказана у Риму, што се поклопило са стварањем најсвеобухватније политичке географије која је преживела од антике, Страбонове Географије. Када је Август умро, у извештају о његовим достигнућима (Res Gestae) истакнута је географска каталогизација Царства. Географија заједно са педантно писаним записима била је централна брига римске царске администрације.
Царство је достигло своје највеће пространство под Трајаном (р. 98–117), обухватајући 5 милиона квадратних километара. Традиционална процена становништва од 55–60 милиона становника чинила је између једне шестине и једне четвртине укупне светске популације и чинила га је најмногољуднијим уједињеним политичким ентитетом на Западу до средине 19. века. Недавне демографске студије тврде да је број становника на врхунцу са 70 милиона на више од 100 милиона. Сваки од три највећа града у Царству – Рим, Александрија и Антиохија – био је скоро двоструко већи од било ког европског града почетком 17. века.
Трајанов наследник Хадријан је усвојио политику одржавања, а не ширења царства. Границе (глобе) су биле обележене и патролиране. Најнестабилније су биле најјаче утврђене границе. Хадријанов зид, који је одвојио римски свет од онога што се сматрало увек присутном варварском претњом, примарни је сачувани споменик овог напора.

## Види више
- Списак римских царева